# Емблема Біхару
Емблема Біхару — офіційний символ уряду індійського штату Біхар.

## Дизайн
Емблема штату Біхар зображує Дерево Бодгі з чотками, оточене двома свастиками. Основою дерева є цегла з написом بہار (термін на урду для Біхару).

## Історичні емблеми

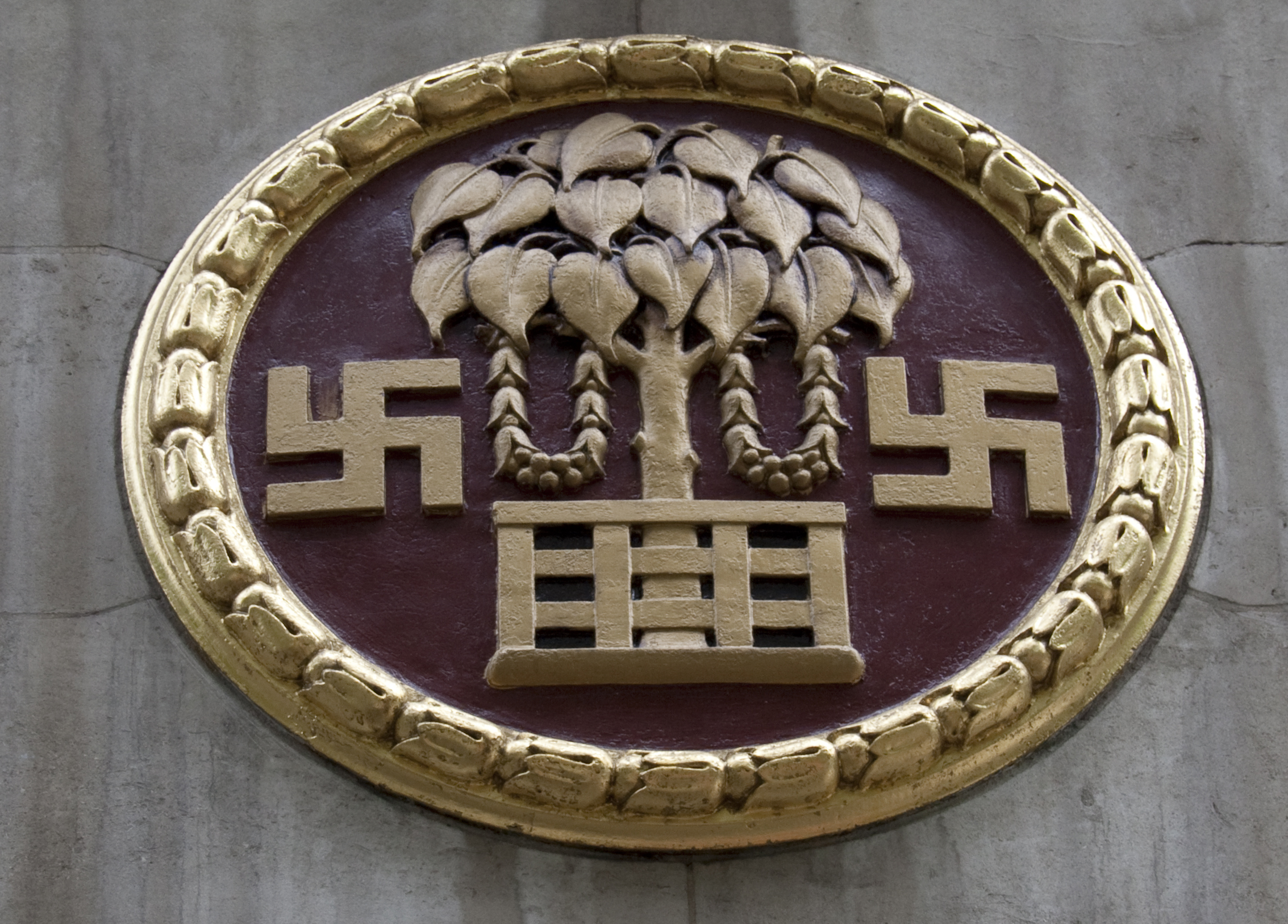
Емблема провінції Біхар

## Урядовий прапор
Уряд Біхару може бути представлений прапором із зображенням емблеми штату на білому полі.

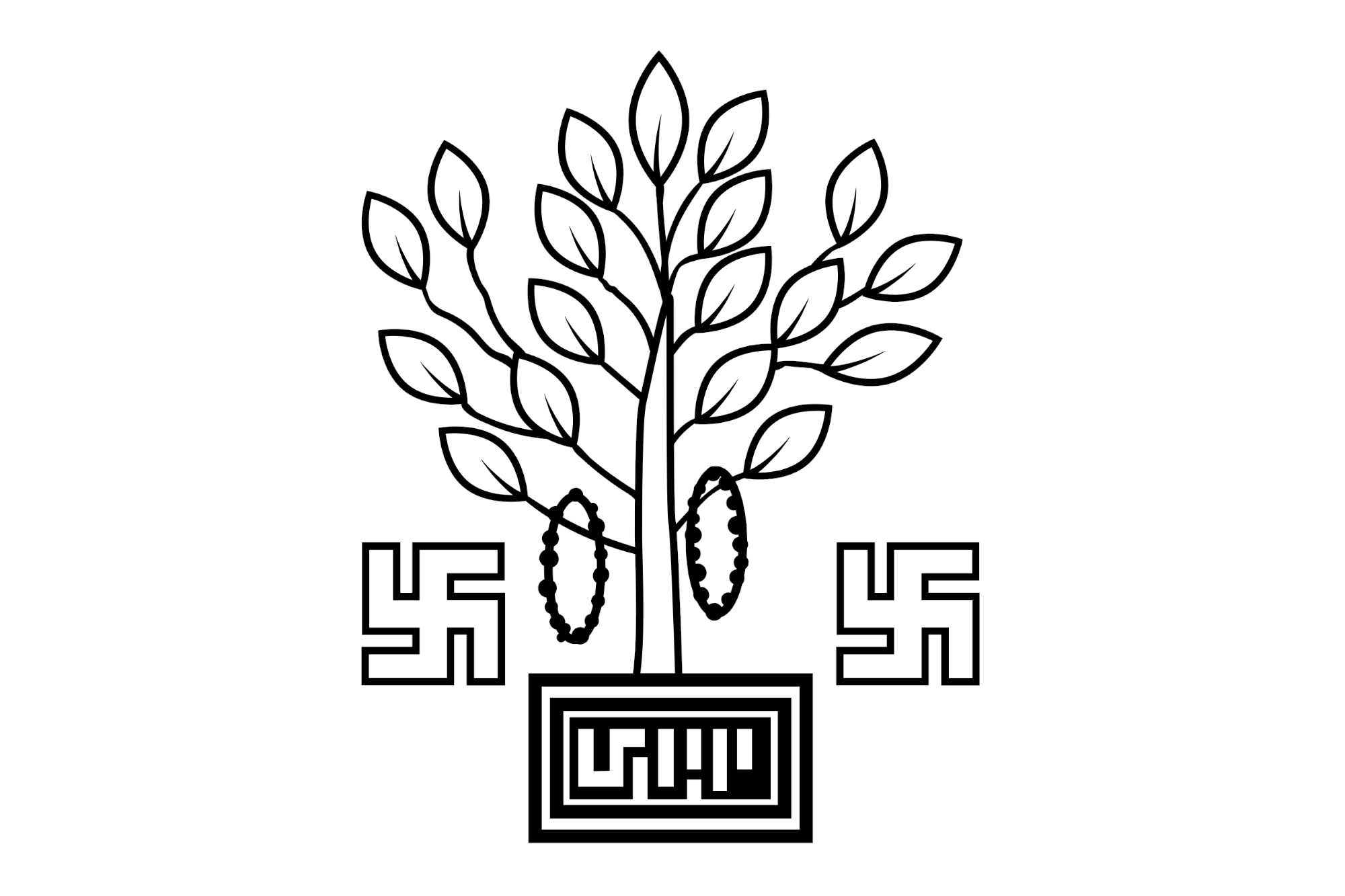
Прапор Біхару